# Torrescassana (Pinós)
Torrescassana és una masia del municipi de Pinós (Solsonès) inclosa a l'Inventari del Patrimoni Arquitectònic de Catalunya.

## Situació
És una de les masies que conformen el disseminat de Matamargó, a l'est del municipi de Pinós. a poca distància de l'església de Sant Pere. Està estratègicament situada al cap d'amunt de la costa abancalada que s'aixeca entre la rasa de la Font de la Rabassola, a l'est, i la riera de Matamargó, al sud-oest, ben encarada a migjorn. Sota seu, 50 metres més avall, a tocar de la riera de Matamargó, es troben les restes del molí de la mateixa masia.
S'hi va des de la carretera BV-3001 de Su a Cardona. Al punt quilomètric 8,9 (41° 53′ 12″ N, 1° 36′ 02″ E / 41.886642°N,1.600464°E) es pren la carretera asfaltada que es deriva cap al sud. Als 2,7 km. s'arriba a la masia.

## Descripció

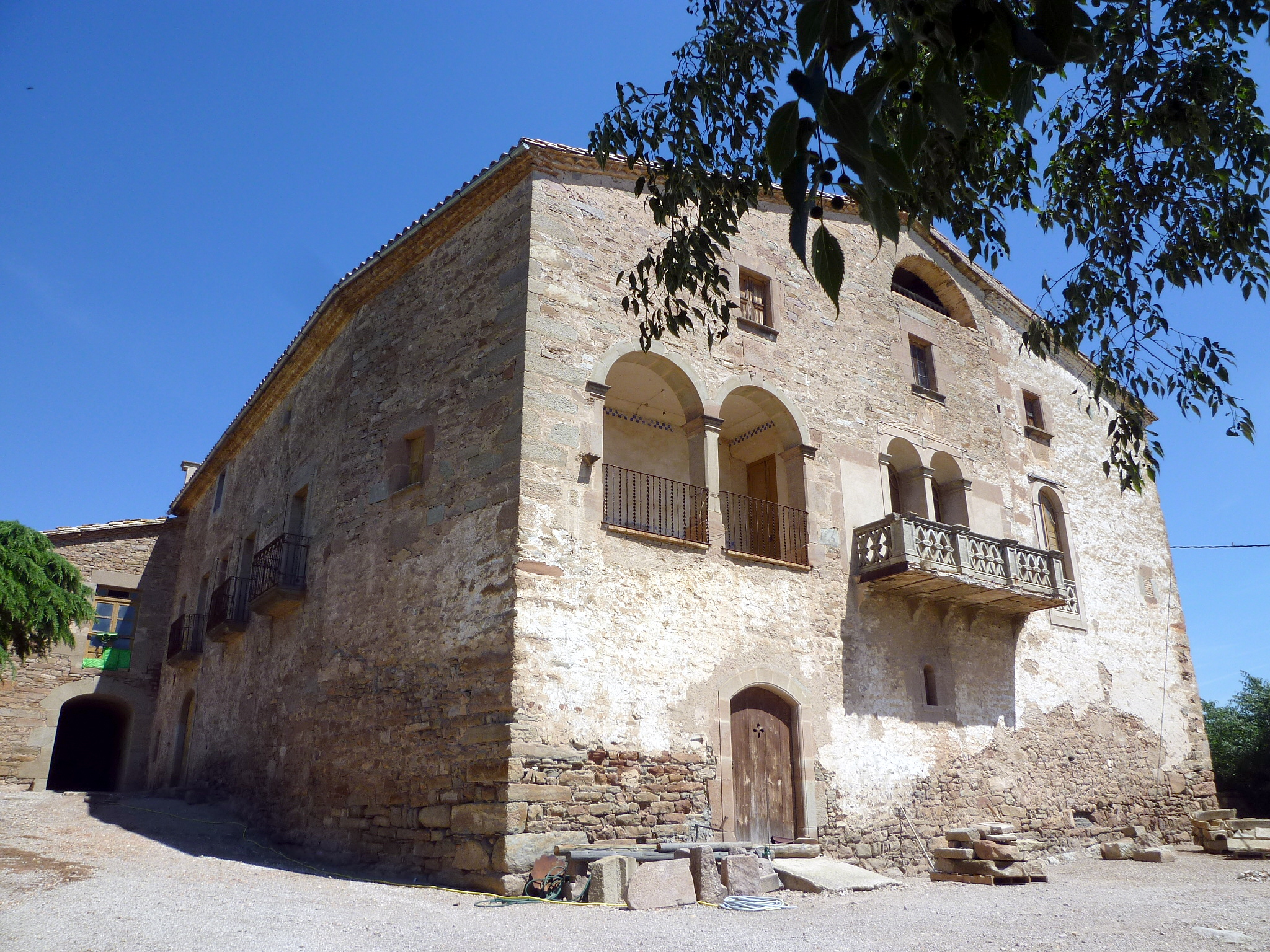
Façana de migdia

Masia de grans dimensions, la planta té 20x20 metres, amb el carener perpendicular a la façana i reproduint l'esquema clàssic de masia. L'obra més important correspon a una fase unitària de construcció, de finals del XVII o principis del xviii. Totes les obertures i cantonades són de bona pedra ben escairada i picada. La segona fase correspon a un annex, afegit a la façana de migdia i que consta d'un cos rectangular i una eixida d'arcs de mig punt fets amb totxo, una balconada i obertures simètriques. La façana de ponent, com moltes altres masies de Pinós (sobretot de Vallmanya) té el carener retallat per un escalonat del segle xix o començaments del segle xx.

## Història
Torrescassana és una de les masies de la parròquia de Sant Pere de Matamargó; la masia té capella pròpia i és avui dia una gran explotació agrícola i ramadera. La capella està sota l'advocació de la Mare de Déu dels Horts.